# Nesiotites
Nesiotites är ett släkte av utdöda näbbmöss. Släktet utgörs av tre kända arter som levde på öar i Medelhavet.

## Beskrivning
Dessa näbbmöss var medelstora och liknade i kroppsbyggnaden arter från släktet Sorex.
Arterna är:
- Nesiotites corsicanus förekom på Korsika och dog troligen ut för 2 500 år sedan.
- Nesiotites hidalgo var endemisk på Balearerna och försvann för cirka 5 000 år sedan.
- Nesiotites similis levde på Sardinien, arten dog ut för cirka 4 000 år sedan.

Det är inte helt klarlagt varför arterna försvann men människans ankomst på öarna framhölls som trolig orsak. Kanske infördes av en slump konkurrerande näbbmöss, idag finns till exempel släktena Crocidura och Suncus på dessa  öar. För de sistnämnda näbbmössläktena finns bevis först från yngre stenåldern (neolitikum). Dessutom kan införda husdjur som får och getter ha bidragit till utdöendet när de förändrade näbbmössens levnadsområde.